# Sae2
Sae2 (サエツー）は、ハーバード大学のNacy Kleckner教授らのグループによって発見された出芽酵母の遺伝子である。おなじ遺伝子はクライン博士らによっても同時期に発見され、Com1 (コムワン)とも呼ばれる。

## ヒトのSAE2
SAE2遺伝子はヒトにもホモログが存在し、CtIPやRBBP8と呼ばれている。CtIPは毛細血管拡張性運動失調症の原因遺伝子がコードするATMタンパク質によってリン酸化されることが知られており、また、家族性乳がんの原因遺伝子のひとつBRCA1と結合することも知られている。